# Hipparcos
Hipparcos (zkratka z High Precision Parallax Collecting Satellite) byl součástí astrometrické mise Evropské kosmické agentury (ESA), zaměřené na měření hvězdných paralax a vlastních pohybů hvězd. Projekt byl pojmenován na počest starověkého astronoma Hipparcha. Nápad na vyslání podobné mise pochází již z roku 1967, teprve roku 1980 ho však ESA schválila.

## Průběh mise
Satelit byl vynesen do vesmíru na raketě Ariane 4 dne 8. srpna 1989. Původním cílem bylo umístit satelit na geostacionární dráhu, ale selhání přídavných raket způsobilo, že se satelit dostal na vysoce eliptickou dráhu s rozkmitem 507 km až 35 888 km. Navzdory této komplikaci však dosáhl satelit splnění všech svých vědeckých cílů. Spojení se satelitem bylo ukončeno 15. srpna 1993.
Program byl rozdělen na dvě části: Hipparcos Experiment měl za úkol měřit pět astrometrických parametrů u cca 120 000 hvězd s přesností 2 až 4 miliarcsec. Tycho Experiment se věnoval měření astrometrických parametrů a fotometrických náležitostí u dalších 400 000 hvězd s o něco menší přesností.
Výsledný Katalog Hipparcos a Katalog Tycho byl dokončen v srpnu roku 1996 a publikován Evropskou kosmickou agenturou v červnu následujícího roku. Data z obou katalogů byla použita k sestavení Millennium Star Atlas, atlasu více než jednoho miliónu hvězd do viditelné magnitudy 11; z jiných zdrojů bylo na doplnění katalogu přidáno na 10 000 nehvězdných objektů.